# Gouvernement Thorning-Schmidt I
Pour les articles homonymes, voir Cabinet Helle Thorning-Schmidt.
 (août 2023).
Si vous disposez d'ouvrages ou d'articles de référence ou si vous connaissez des sites web de qualité traitant du thème abordé ici, merci de compléter l'article en donnant les références utiles à sa vérifiabilité et en les liant à la section « Notes et références ».
Royaume de Danemark
Løkke Rasmussen I Thorning-Schmidt II
Le gouvernement Helle Thorning-Schmidt I (Regeringen Helle Thorning-Schmidt I, en danois) est le gouvernement du royaume de Danemark entre le 3 octobre 2011 et le 3 février 2014, durant la soixante-septième législature du Folketing.

## Coalition et historique
Dirigé par la nouvelle Première ministre sociale-démocrate Helle Thorning-Schmidt, première femme à diriger le gouvernement danois, il est constitué d'une coalition de gauche entre les Sociaux-démocrates (SD), le Parti social-libéral danois (RV) et le Parti populaire socialiste (SF), qui disposent ensemble de 77 députés sur 179 au Folketing, soit 43 % des sièges. Il dispose cependant du soutien de la Liste de l'unité (EL) et de trois élus du Groenland et des Îles Féroé, qui regroupent 15 sièges. La majorité gouvernementale réunit donc 92 députés sur 179, soit 51,4 % des sièges.
Il a été constitué après les élections législatives du 15 septembre 2011 et succède au premier gouvernement du libéral Lars Løkke Rasmussen, formé du Parti libéral (V) et du Parti populaire conservateur (KF), soutenu par le Parti populaire danois (DF).
Plusieurs remaniements ont lieu en 2012 et en 2013. Le 30 janvier 2014, les six ministres du Parti populaire socialiste quittent le gouvernement. Ils expriment ainsi leur opposition à la vente d'une part de l'entreprise publique d'énergie Dong à la banque d'investissement américaine Goldman Sachs. Le parti continue toutefois de soutenir la coalition gouvernementale et ne bascule pas dans l'opposition. En conséquence de cette crise, Helle Thorning-Schmidt forme son second gouvernement avec uniquement les sociaux-démocrates et les sociaux-libéraux.

## Composition

### Initiale
| Poste                                                                                         | Titulaire | Titulaire              | Parti |
| --------------------------------------------------------------------------------------------- | --------- | ---------------------- | ----- |
| Première ministre                                                                             |           | Helle Thorning-Schmidt | SD    |
| Ministre de l'Économie et de l'Intérieur                                                      |           | Margrethe Vestager     | RV    |
| Ministre des Affaires étrangères                                                              |           | Villy Søvndal          | SF    |
| Ministre des Finances                                                                         |           | Bjarne Corydon         | SD    |
| Ministre de la Justice                                                                        |           | Morten Bødskov         | SD    |
| Ministre de la Recherche, de l'Innovation et de l'Enseignement supérieur                      |           | Morten Østergaard      | RV    |
| Ministre de la Fiscalité                                                                      |           | Thor Möger Pedersen    | SF    |
| Ministre des Transports                                                                       |           | Henrik Dam Kristensen  | SD    |
| Ministre du Commerce et de la Croissance                                                      |           | Ole Sohn               | SF    |
| Ministre de la Ville, du Logement et des Affaires rurales                                     |           | Carsten Hansen         | SD    |
| Ministre de l'Emploi                                                                          |           | Mette Frederiksen      | SD    |
| Ministère de l'Enfance et de l'Éducation                                                      |           | Christine Antorini     | SD    |
| Ministre de l'Intégration et des Affaires sociales                                            |           | Karen Hækkerup         | SD    |
| Ministre de l'Alimentation, de l'Agriculture et de la Pêche                                   |           | Mette Gjerskov         | SD    |
| Ministre du Climat, de l'Énergie et des Travaux publics                                       |           | Martin Lidegaard       | RV    |
| Ministre du Commerce extérieur et de l'Investissement                                         |           | Pia Olsen Dyhr         | SF    |
| Ministre de la Santé                                                                          |           | Astrid Krag            | SF    |
| Ministre de la Défense                                                                        |           | Nick Hækkerup          | SD    |
| Ministre de l'Environnement                                                                   |           | Ida Auken              | SF    |
| Ministre de l'Égalité des chances, des Affaires ecclésiastiques et de la Coopération nordique |           | Manu Sareen            | RV    |
| Ministre des Affaires européennes                                                             |           | Nicolai Wammen         | SD    |
| Ministre de la Coopération pour le développement                                              |           | Christian Friis Bach   | RV    |
| Ministre de la Culture                                                                        |           | Uffe Elbæk             | RV    |

### Remaniement du16 octobre 2012
- Les nouveaux ministres sont indiqués en gras, ceux ayant changé d'attributions en italique.

| Poste                                                                                         | Titulaire | Titulaire                                        | Parti |
| --------------------------------------------------------------------------------------------- | --------- | ------------------------------------------------ | ----- |
| Première ministre                                                                             |           | Helle Thorning-Schmidt                           | SD    |
| Ministre de l'Économie et de l'Intérieur                                                      |           | Margrethe Vestager                               | RV    |
| Ministre des Affaires étrangères                                                              |           | Villy Søvndal                                    | SF    |
| Ministre des Finances                                                                         |           | Bjarne Corydon                                   | SD    |
| Ministre de la Justice                                                                        |           | Morten Bødskov                                   | SD    |
| Ministre de la Recherche, de l'Innovation et de l'Enseignement supérieur                      |           | Morten Østergaard                                | RV    |
| Ministre de la Fiscalité                                                                      |           | Holger K. Nielsen                                | SF    |
| Ministre des Transports                                                                       |           | Henrik Dam Kristensen                            | SD    |
| Ministre du Commerce et de la Croissance                                                      |           | Annette Vilhelmsen                               | SF    |
| Ministre de la Ville, du Logement et des Affaires rurales                                     |           | Carsten Hansen                                   | SD    |
| Ministre de l'Emploi                                                                          |           | Mette Frederiksen                                | SD    |
| Ministère de l'Enfance et de l'Éducation                                                      |           | Christine Antorini                               | SD    |
| Ministre de l'Intégration et des Affaires sociales                                            |           | Karen Hækkerup                                   | SD    |
| Ministre de l'Alimentation, de l'Agriculture et de la Pêche                                   |           | Mette Gjerskov                                   | SD    |
| Ministre du Climat, de l'Énergie et des Travaux publics                                       |           | Martin Lidegaard                                 | RV    |
| Ministre du Commerce extérieur et de l'Investissement                                         |           | Pia Olsen Dyhr                                   | SF    |
| Ministre de la Santé                                                                          |           | Astrid Krag                                      | SF    |
| Ministre de la Défense                                                                        |           | Nick Hækkerup                                    | SD    |
| Ministre de l'Environnement                                                                   |           | Ida Auken                                        | SF    |
| Ministre de l'Égalité des chances, des Affaires ecclésiastiques et de la Coopération nordique |           | Manu Sareen                                      | RV    |
| Ministre des Affaires européennes                                                             |           | Nicolai Wammen                                   | SD    |
| Ministre de la Coopération pour le développement                                              |           | Christian Friis Bach                             | RV    |
| Ministre de la Culture                                                                        |           | Uffe Elbæk (jusqu'au 05/12/2012) Marianne Jelved | RV    |

### Remaniement du9 août 2013
- Les nouveaux ministres sont indiqués en gras, ceux ayant changé d'attributions en italique.

| Poste                                                                                         | Titulaire | Titulaire                                                         | Parti |
| --------------------------------------------------------------------------------------------- | --------- | ----------------------------------------------------------------- | ----- |
| Première ministre                                                                             |           | Helle Thorning-Schmidt                                            | SD    |
| Ministre de l'Économie et de l'Intérieur                                                      |           | Margrethe Vestager                                                | RV    |
| Ministre des Affaires étrangères                                                              |           | Villy Søvndal                                                     | SF    |
| Ministre des Finances                                                                         |           | Bjarne Corydon                                                    | SD    |
| Ministre de la Justice                                                                        |           | Morten Bødskov                                                    | SD    |
| Ministre de la Recherche, de l'Innovation et de l'Enseignement supérieur                      |           | Morten Østergaard                                                 | RV    |
| Ministre de la Fiscalité                                                                      |           | Holger K. Nielsen                                                 | SF    |
| Ministre des Transports                                                                       |           | Pia Olsen Dyhr                                                    | SF    |
| Ministre du Commerce et de la Croissance                                                      |           | Henrik Sass Larsen                                                | SD    |
| Ministre de la Ville, du Logement et des Affaires rurales                                     |           | Carsten Hansen                                                    | SD    |
| Ministre de l'Emploi                                                                          |           | Mette Frederiksen                                                 | SD    |
| Ministre de l'Éducation                                                                       |           | Christine Antorini                                                | SD    |
| Ministre des Affaires sociales, de l'Enfance et de l'Intégration                              |           | Annette Vilhelmsen                                                | SF    |
| Ministre de l'Alimentation, de l'Agriculture et de la Pêche                                   |           | Karen Hækkerup                                                    | SD    |
| Ministre du Climat, de l'Énergie et des Travaux publics                                       |           | Martin Lidegaard                                                  | RV    |
| Ministre du Commerce extérieur et des Affaires européennes                                    |           | Nick Hækkerup                                                     | SD    |
| Ministre de la Santé                                                                          |           | Astrid Krag                                                       | SF    |
| Ministre de la Défense                                                                        |           | Nicolai Wammen                                                    | SD    |
| Ministre de l'Environnement                                                                   |           | Ida Auken                                                         | SF    |
| Ministre de l'Égalité des chances, des Affaires ecclésiastiques et de la Coopération nordique |           | Manu Sareen                                                       | RV    |
| Ministre de la Coopération pour le développement                                              |           | Christian Friis Bach (jusqu'au 21/11/2013) Rasmus Helveg Petersen | RV    |
| Ministre de la Culture                                                                        |           | Marianne Jelved                                                   | RV    |

### Remaniement du12 décembre 2013
- Les nouveaux ministres sont indiqués en gras, ceux ayant changé d'attributions en italique.

| Poste                                                                                         | Titulaire | Titulaire              | Parti |
| --------------------------------------------------------------------------------------------- | --------- | ---------------------- | ----- |
| Première ministre                                                                             |           | Helle Thorning-Schmidt | SD    |
| Ministre de l'Économie et de l'Intérieur                                                      |           | Margrethe Vestager     | RV    |
| Ministre des Affaires étrangères                                                              |           | Holger K. Nielsen      | SF    |
| Ministre des Finances                                                                         |           | Bjarne Corydon         | SD    |
| Ministre de la Justice                                                                        |           | Karen Hækkerup         | SD    |
| Ministre de la Recherche, de l'Innovation et de l'Enseignement supérieur                      |           | Morten Østergaard      | RV    |
| Ministre de la Fiscalité                                                                      |           | Jonas Dahl             | SF    |
| Ministre des Transports                                                                       |           | Pia Olsen Dyhr         | SF    |
| Ministre du Commerce et de la Croissance                                                      |           | Henrik Sass Larsen     | SD    |
| Ministre de la Ville, du Logement et des Affaires rurales                                     |           | Carsten Hansen         | SD    |
| Ministre de l'Emploi                                                                          |           | Mette Frederiksen      | SD    |
| Ministre de l'Éducation                                                                       |           | Christine Antorini     | SD    |
| Ministre des Affaires sociales, de l'Enfance et de l'Intégration                              |           | Annette Vilhelmsen     | SF    |
| Ministre de l'Alimentation, de l'Agriculture et de la Pêche                                   |           | Dan Jørgensen          | SD    |
| Ministre du Climat, de l'Énergie et des Travaux publics                                       |           | Martin Lidegaard       | RV    |
| Ministre du Commerce extérieur et des Affaires européennes                                    |           | Nick Hækkerup          | SD    |
| Ministre de la Santé                                                                          |           | Astrid Krag            | SF    |
| Ministre de la Défense                                                                        |           | Nicolai Wammen         | SD    |
| Ministre de l'Environnement                                                                   |           | Ida Auken              | SF    |
| Ministre de l'Égalité des chances, des Affaires ecclésiastiques et de la Coopération nordique |           | Manu Sareen            | RV    |
| Ministre de la Coopération pour le développement                                              |           | Rasmus Helveg Petersen | RV    |
| Ministre de la Culture                                                                        |           | Marianne Jelved        | RV    |

## Féminisation du gouvernement
Lors de sa formation, le gouvernement contient huit femmes ministres, sur un total de vingt-deux portefeuilles ministériels.